# Victor Arwas

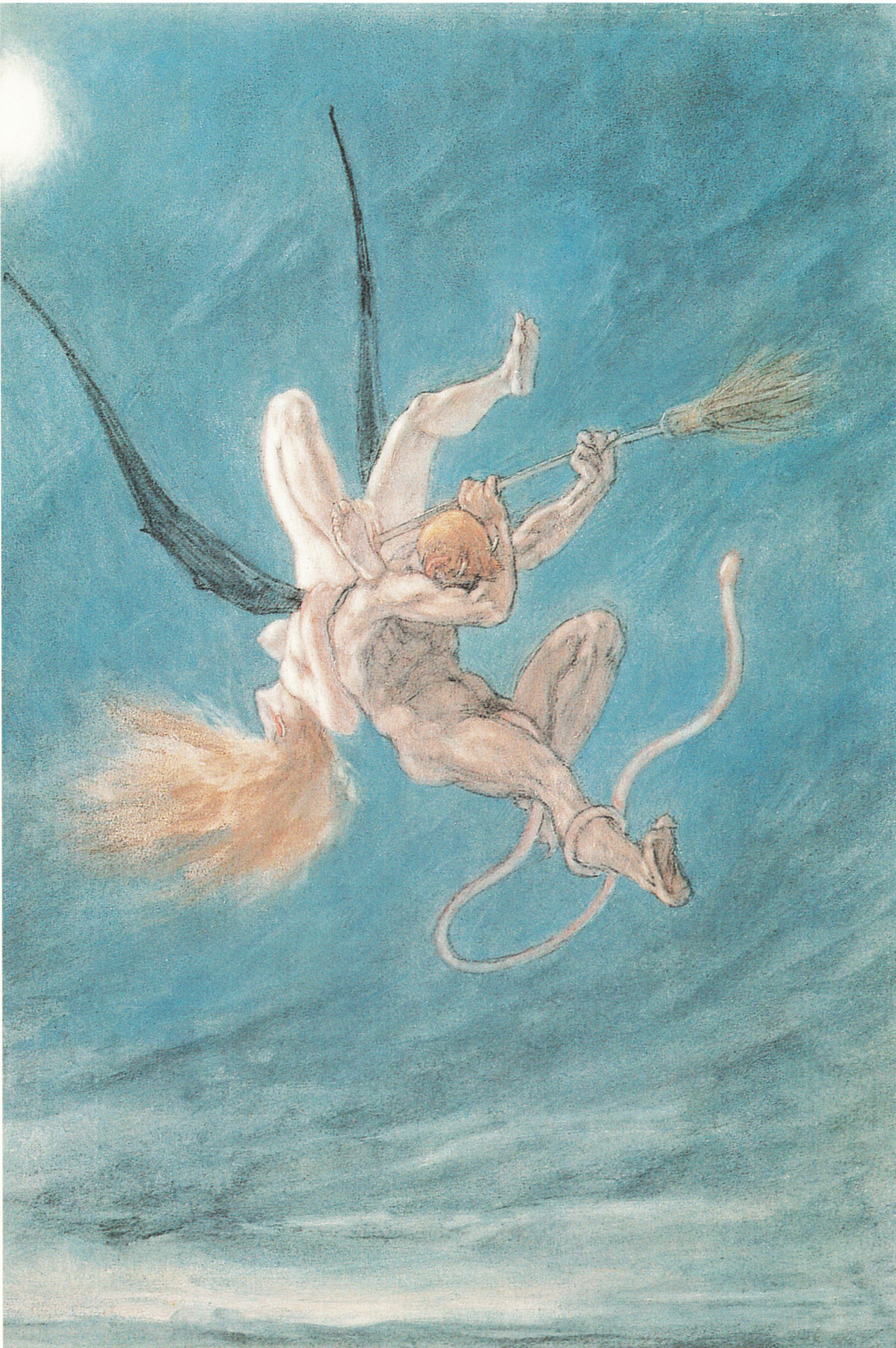
Les Sataniques, de Félicien Rops (uno de los artistas que centró el interés de Arwas). Colección Victor Arwas.

Victor Arwas (El Cairo, 29 de junio de 1937 - Londres, 23 de febrero de 2010) fue un tratante, coleccionista e historiador del arte, especializado en los periodos del art nouveau y el art decó. Desde 1969 regentó una importante galería de arte en la zona de Bond Street (Londres).
Provenía de una familia de judíos sefardíes. Al comenzar la Primera Guerra Mundial (1914) su padre (que también se llamaba Victor Arwas) tuvo que huir de Gaza (entonces en el Imperio Otomano), y se refugió en el Egipto británico, donde se enriqueció en el negocio del transporte de petróleo (se le conocía como le roi de mazout -el rey del petróleo-). En 1947 la familia se desplazó a París y posteriormente al Reino Unido.

## Obras
- The art of glass: art nouveau to art deco (1996)
- Art Nouveau From Mackintosh to Liberty (2000)
- Art Nouveau: the French aesthetic (2002)